# 市川自然博物館
市川自然博物館（いちかわしぜんはくぶつかん）とは、千葉県市川市にある博物館である。
市川市北部の大町レクリエーションゾーンの中核施設である、市川市動植物園内に併設するかたちで建設された。「市川の自然」をテーマに、動植物の標本や映像を展示しているほか、市川の生い立ちについての展示もある。市川の自然を記録し後世に伝えるとともに、市川の自然との関わり方を広く市民に伝えることを目的としている。

## 常設展示

### 市川のおいたち
市川の大地の成り立ちと、人間による自然の変化についての展示。
・ひろがる市街地
・市川の大地

### 残された市川の自然
都市化の中で残された森林や干潟についての展示。
・市川の林
・市川の海辺

### 都市化した市川の自然
都市化が進んだ市川の市街地に生息する身近な生き物についての展示。
・帰化植物
・都市鳥
・身近な昆虫

### 湧水の自然
市川のいたるところにあった湧水についての展示。
・湧水のある大町自然観察園

## 特別展示
常設展示とは別に、さまざまなテーマにより適宜開催。

## 国際コーナー
市川市とつながりのある海外の都市から寄贈された標本の展示。

## 年表
1978年（昭和53年）
- 3月　市議会定例会において、市川市自然環境研究グループの石井信義氏ほか2名による、『「市川自然博物館（仮称）」設立に関する陳情』を採択。

1984年（昭和59年）
- 5月22日　大町動物公園建設計画について、自然博物館を併設することが決定する。

1985年（昭和60年）
- 4月1日　    自然博物館の準備のため、自然博物館開館準備員1名を委嘱。
- 8月24日　  基本構想および展示内容の検討のため、『（仮称）市立市川自然博物館開館準備会』を設置し、委員を委嘱。
- 11月1日　  自然博物館の準備のため、自然系の学芸員1名を配置。

1986年（昭和61年）
- 4月1日　　 自然博物館の準備のため臨時職員1名を雇用。
- 5月12日　  資料収集・調査のため資料収集調査員を委嘱。
- 5月23日　  着工。

1987年（昭和62年）
- 4月1日　　 社会教育部に『自然博物館開館準備室』を設置し、文化課より事務を引継。室長、学芸員2名、臨時職員1名、嘱託職員1名を発令。
- 8月21日　  大町公園に市川市動植物園が開園。

1988年（昭和63年）
- 4月1日　　 開館準備のため、嘱託職員1名を発令。

1989年（平成元年）
- 4月1日　　 開館準備のため、事務職員2名、学芸員2名を発令。
- 10月24日　開館。[4]

## 開館時間
09:30-16:30

### 休館日
月曜日。ただし、月曜日が休日の場合は開館し、その翌日が休館になる。

## アクセス
JR総武線本八幡駅北口から京成バス本15系統　動植物園行き乗車、終点下車